# Winkelhausen (Adelsgeschlecht)

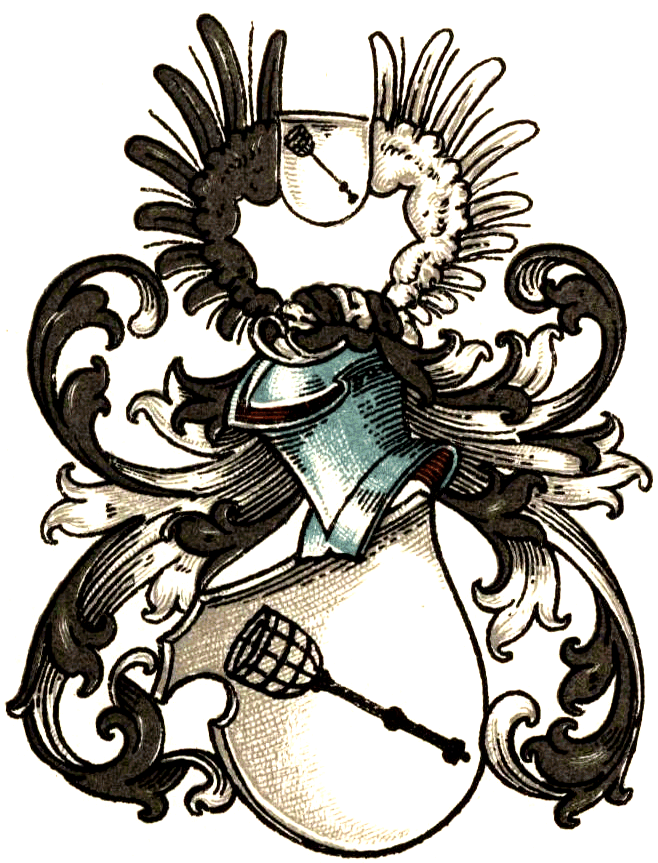
Wappen derer von Winkelhausen

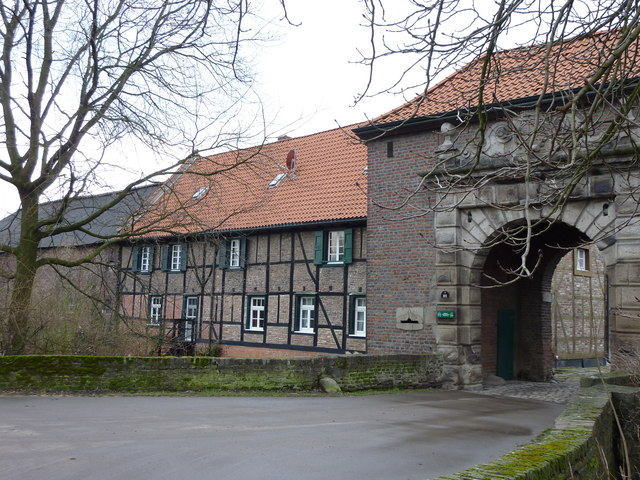
Rittersitz Groß-Winkelhausen

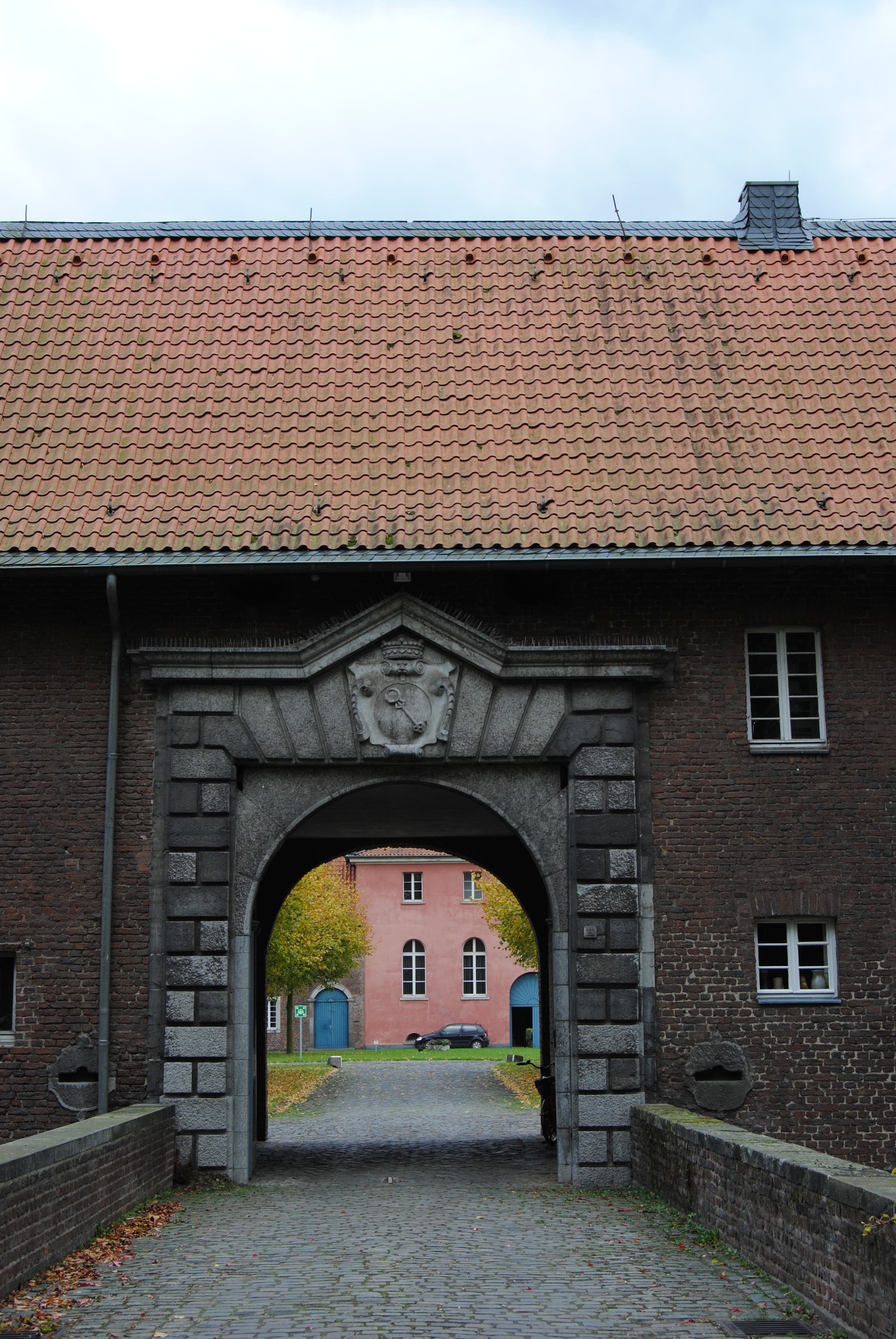
Wappen über dem Nordtor des Schloss Kalkum

Winkelhausen (auch: Winckelhausen) ist der Name eines bergischen Uradelsgeschlechts, das sich nach seinem Stammsitz Groß-Winkelhausen in Düsseldorf-Angermund nannte.

## Geschichte

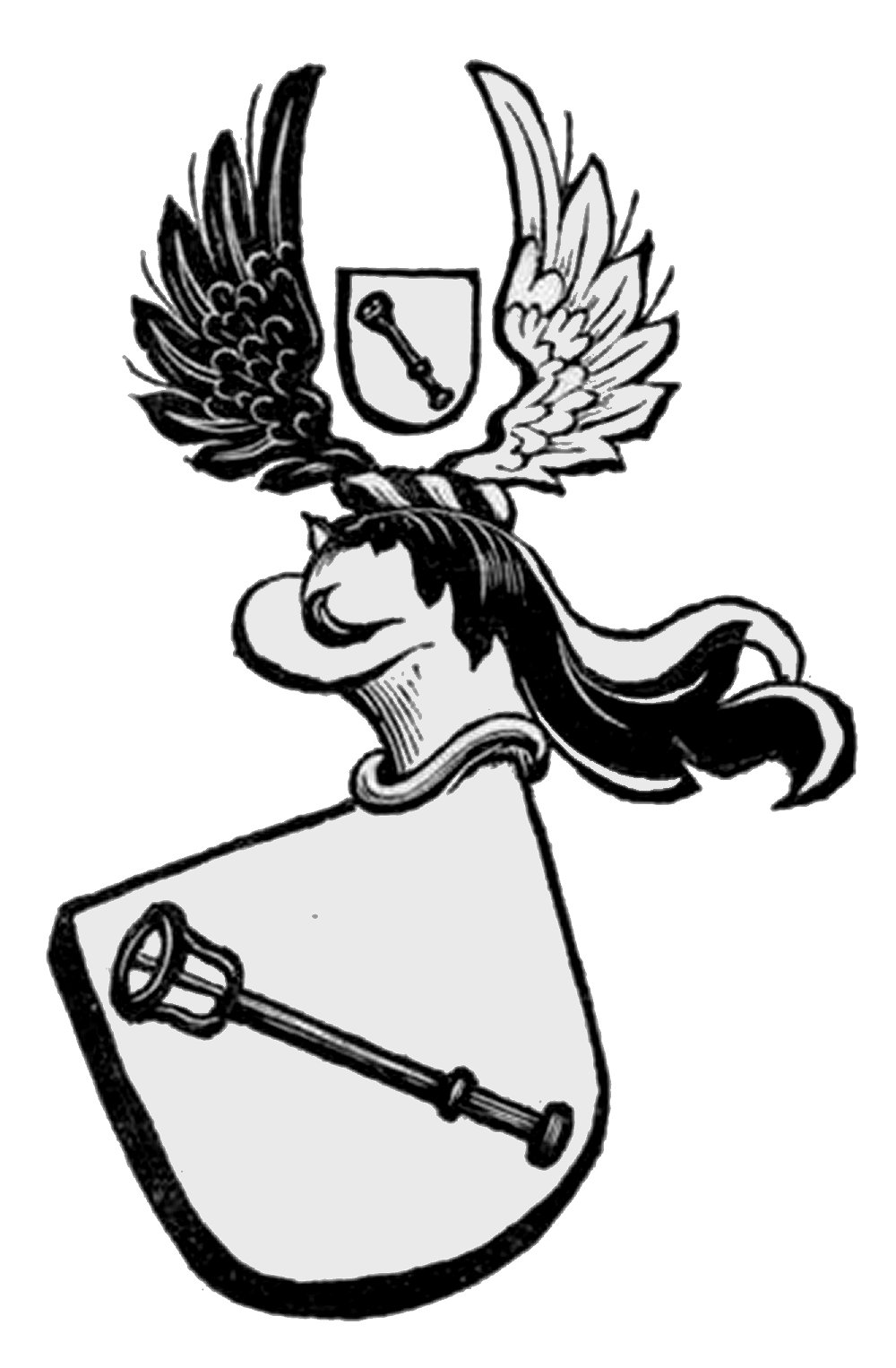
Wappen der Winckelhausen bei Anton Fahne (1848)

Im Jahr 1271 wird ein Johann de Zeppenheim gt. Winkelhusen als Zeuge in einer bischöflichen Urkunde aus Köln genannt. Sein Siegel zeigt ein Teerfackeleisen. Nach und nach nahm die Familie dann den Ortsnamen, der auf einen Winkel, d. h. eine Krümmung des Angerbachs zurückgeht, an. 1288 und 1290 erscheint Ludolf de Winkelhausen als Besitzer des Rittersitzes. Für das Jahr 1300 ist Ritter Adolf von Winckelhusen zusammen mit den Gebrüdern Johann und Ludekin von Winckelhusen in einer Urkunde des Stifts St. Georg in Köln belegt.
Von diesen Anfängen bis zu ihrem Aussterben im Mannesstamm im 18. Jahrhundert kann die Familie genealogisch durchgehend nachgewiesen werden (siehe entsprechende Stammfolge unten). Viele der Familienmitglieder besetzten wichtige Verwaltungs- und Kirchenpositionen, z. B.:
- Hermann von Winkelhausen: Amtmann zu Monheim (1356) und Schultheiß zu Ratingen (1372)
- Hermann von Winkelhausen: Amtmann zu Beyenburg (1392) und Amtmann zu Angermund (1394)
- Johann von Winkelhausen: Amtmann zu Beyenburg (1404)
- Guda von Winkelhausen († 1638): Äbtissin zu St. Maria im Kapitol in Köln und Gerresheim
- Ludger von Winkelhausen: Amtmann zu Mettmann (um 1640)
- Johann Wilhelm Freiherr von Winkelhausen: Bergischer Kämmerer, Geheimrat, Kanzler, Amtmann zu Düsseldorf (um 1640)
- Wilhelm von Winkelhausen († 1669): Domherr und Domdechant im Dom St. Peter (Osnabrück), Domküster im Paderborner Dom
- Ludger Freiherr von Winkelhausen († 1676): Bergischer Geheimrat, Stallmeister, Marschall und Amtmann zu Bornefeld und Hückeswagen
- Johanna Maria Catharina Gräfin von Winkelhausen: Äbtissin zu Neuenheerse (Stift Heerse) (1714–1734)
- Franz Carl Graf von Winkelhausen († 1734): Geheimrat, Oberjägermeister
- Therese Wilhelmine von Pollheim-Winkelhausen († 1757); kurpfälzische Obersthofmeisterin und von 1743 bis 1757 Fürstäbtissin des Kanonissenstifts Lindau.

Die Familie besaß im Laufe der Jahrhunderte mindestens 5 Rittersitze. Neben dem Stammsitz der Familie, Groß-Winkelhausen, waren dies:
- Schloss Kalkum: Gelangte um 1500 durch Erbschaft in die Familie und wurde von der Familie neu errichtet
- Haus Morp
- Schloss Myllendonk: Gelangte durch Heirat in die Familie
- Haus Remberg

Hinzu kamen eine Vielzahl von Höfen und anderen Besitzungen, z. B.:
- Medefurter Hof
- Sandmühle (Duisburg)
- Ölmühle (Düsseldorf-Angermund)
- Loosengut (auch Dornhaus genannt), gehörte zu den Besitzungen von Groß-Winkelhausen
- Butendorfer Hof in Huckingen, wurde 1350 von Adolf von Winkelhausen verkauft
- Gut upem Kamp (auf dem Kamp)
- Hubertuskapelle (Düsseldorf-Angermund)

Nach Aussterben der von Winkelhausen im Mannesstamm im Jahr 1739 erbte Philipp Christof Freiherr von Loe zu Wissen, Ehemann der Anna Maria Theresia von Winkelhausen, den Namen und das Wappen der Familie Winkelhausen. Er schrieb sich danach Loe Graf zu Winkelhausen gemäß Familienverträge. Die Güter Kalkum, Winkelhausen und Morp gingen dagegen auf Edmund Graf von Hatzfeld zu Weisweiler, Ehemann der Isabella Johanna Maria von Winkelhausen, eine Nichte der o. g. Anna Maria Theresia von Winkelhausen, über.

## Wappen

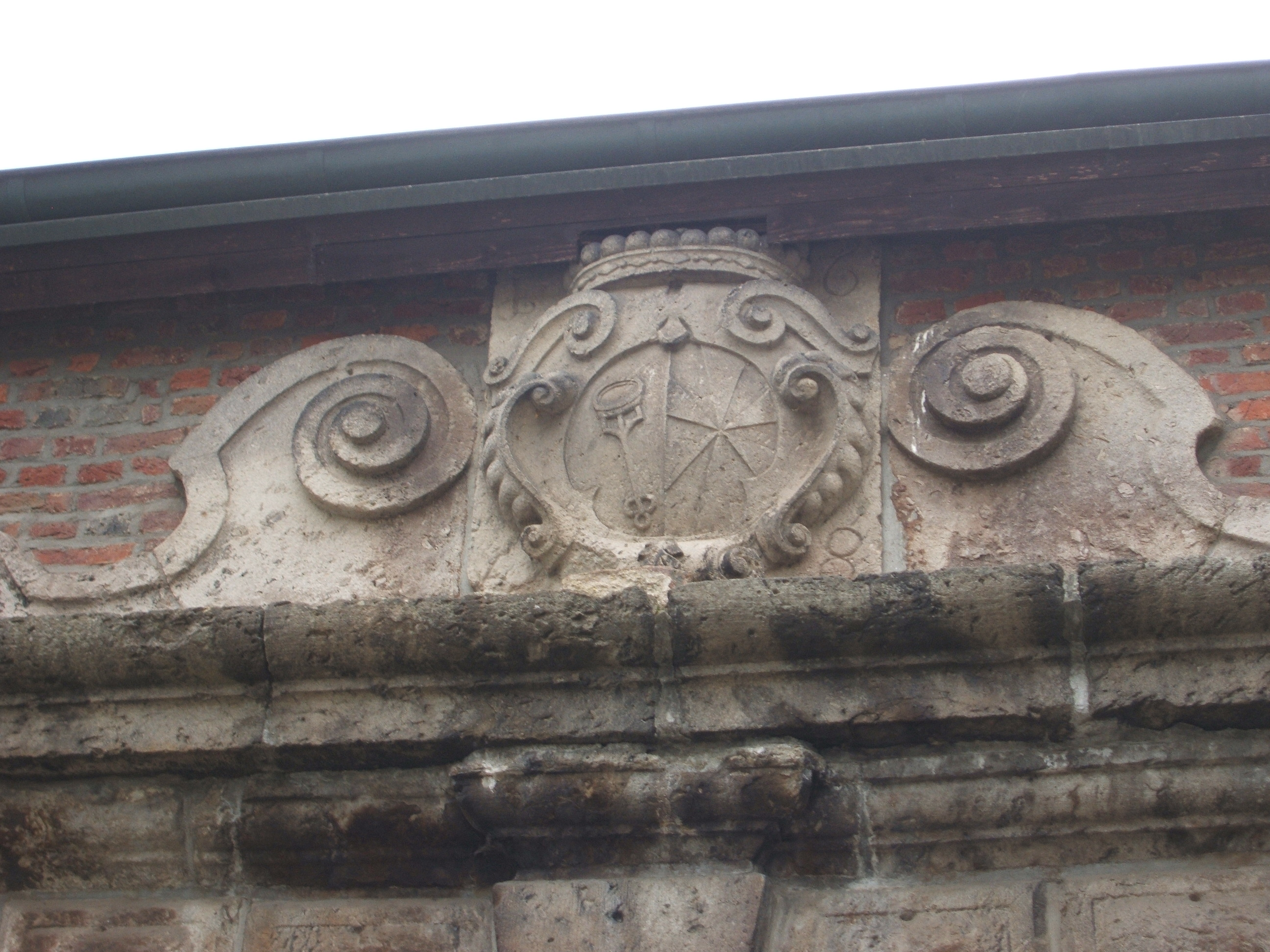
Wappen über dem Portal des Rittersitzes Groß-Winkelhausen

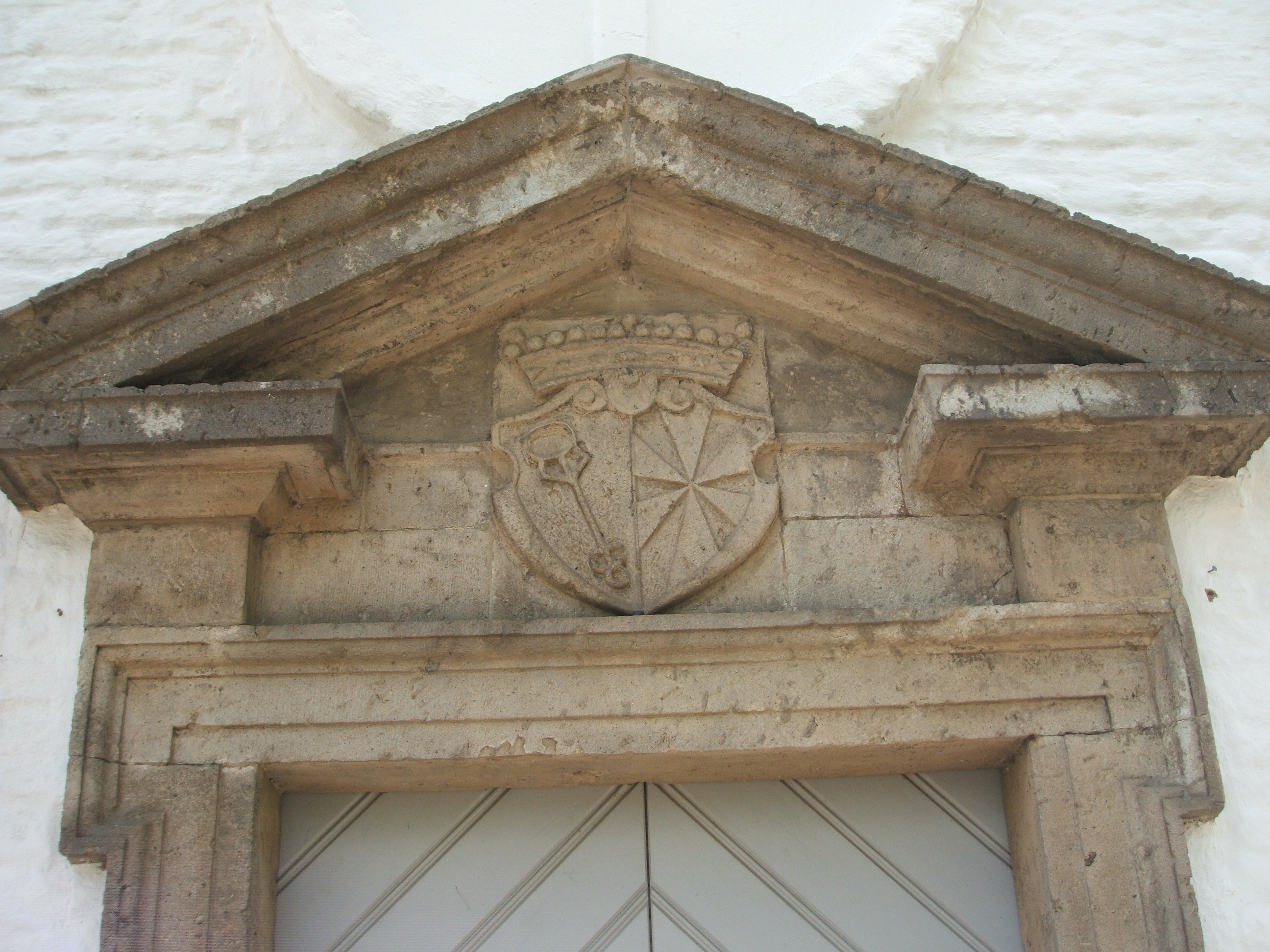
Wappen über dem Portal der Hubertuskapelle (Düsseldorf-Angermund)

Blasonierung: Das Wappen zeigt in Silber schrägrechts ein schwarzes Teerkranzeisen. Auf dem Helm mit schwarz-silbernen Decken der Wappenschild zwischen einem offenen, rechts silbernen und links schwarzen Adlerflug.
Dieses Wappen findet sich auch in dem am Torbau des Stammsitzes angebrachten Allianzwappen, sowie am Portal der in direkter Nachbarschaft gelegenen Hubertuskapelle (Düsseldorf-Angermund).
Es besteht eine Wappenverwandtschaft mit den westfälischen von Dreer.

## Stammfolge
Folgende Stammfolge ist bekannt:
1. Ludekin von Winkelhausen, erscheint 1322
  1. Adolf von Winkelhausen, erscheint 1361–1362
    1. Johann von Winkelhausen, erscheint 1385–1404, Amtmann zu Beyenburg
      1. Hermann von Winkelhausen, 1410 Knappe, 1441 Ritter, Herr zu Morp
        1. Hermann von Winkelhausen, 1472 Ritter, unterschrieb 1450 die kölnische und geldrische Union, heiratete Agnes von Holtze
          1. Johann von Winkelhausen
          2. Ludger von Winkelhausen, 1496 Herr zu Winkelhausen, heiratete Guda von Velbrück, Tochter von Johann von Velbrück und Elisabeth von Mirlo (heute: Meerlo) zu Myllendonk
            1. Hermann von Winkelhausen auf Kalkum, erscheint 1511, † zwischen 1552 und 1558, heiratet 1532 Anna von Ketter[3], Tochter von Konrad Ketteler, Drost zu Dülmen, Witwe von Wilhelm Ghogreff, † nach 1558
            2. Ludger (Lutgin) von Winkelhausen, 1511 Herr von Winkelhausen, Mirlo und Myllendonk, † nach 1540, heiratete 1511 Gertrud von Flohdorp, Tochter von Johann von Flohdorp und Adriana Scheiffert von Merode
              1. Hermann von Winkelhausen, heiratete Maria v. d. Donck, Witwe des Rabot von Plettenberg, erscheint 1522
                1. Anna von Winkelhausen, † 1577, reformiert, Erbin zu Mirlo, heiratete 1571 Marsilius von Palant zu Wachendorf, Brechen und Bachem[4][5], der 1601 in zweiter Ehe Maria von Botberg heiratete, † 1605

              2. Johann von Winkelhausen, † um 1595/96, heiratete vor 1559 Anna von Kettler, † nach 1609[6]
                1. Wilhelm von Winkelhausen, Herr zu Winkelhausen, † 11. Februar 1638, heiratete 1608 Johanna von der Hovelich, Tochter des Henrich von Hovelich, Amtmann zu Porz und der Johanna von Nienhove (Neuhof) gen. Ley
                  1. Hans Heinrich von Winkelhausen, Herr zu Winkelhausen, bergischer Kämmerer, Geheimrat, Kanzler, Amtmann zu Düsseldorf, † 23. April 1667, heiratete am 27. Februar 1634 Maria Agnes Waldbott von Bassenheim, Tochter des Otto von Waldbott von Bassenheim und der Catharina von Hochsteden
                    1. Johanna Maria von Winkelhausen, Erbin zu Winkelhausen, heiratete 1655 Arnold Freiherr von Wachtendonck, Herr der Burg Binsfeld und Wyler

                  2. Wilhelm von Winkelhausen, Domherr und Domdechant zu Osnabrück, Domküster zu Paderborn, † 20. Oktober 1669
                  3. Philip von Winkelhausen, kinderlos verstorben
                  4. Ludger Freiherr von Winkelhausen, Herr zu Kalkum, Morp und Mirlo, bergischer Geheimrat, Stallmeister, Marschall und Amtmann zu Bornefeld und Hückeswagen, † 4. März 1676, heiratete in erster Ehe Anna Maria Agnes von Kortenbach zu Helmont, Tochter des Alexander von Kortenbach, in zweiter Ehe 1665 Maria Magdalena von Lülsdorf, Tochter des Ludwig von Lülsdorf und der Maria Elisabeth von Brent
                    1. Philipp Wilhelm von Winkelhausen, Herr zu Kalkum, Morp und Mirlo, heiratete 1677 Anna Maria von Hompesch zu Bollheim[7]
                      1. Isabella Johanna Maria von Winkelhausen, heiratete Edmund Florenz Cornelius Graf von Hatzfeld zu Burg Weisweiler, kaiserlicher General, pfälzischer Geheimrat, Marschall und Amtmann zu Düsseldorf, nach Aussterben der von Winkelhausen erhielt Edmund Kalkum, Winkelhausen und Morp
                      2. Maria Anna Francisca von Winkelhausen, Stiftsdame in der Abtei Susteren
                      3. Franz Carl Graf von Winkelhausen, Herr zu Morp und Mirlo an der Maas, Geheimrat, Oberjägermeister, † 1734
                        1. Karl Philipp von Winkelhausen, Letzter der Familie im Mannesstamm, † 1739[8]

                      4. Therese Wilhemine von Winkelhausen († 1757), Stiftsdame im Kloster Dietkirchen (heute gelegen in Nordstadt (Bonn)); kurpfälzische Obersthofmeisterin und 1743–1757 Fürstäbtissin des Kanonissenstifts Lindau; zwischenzeitlich verheiratet mit Andreas Ehrenreich von Pollheim

                    2. Maria Francisca von Winkelhausen, kinderlos verstorben
                    3. Anna Maria Theresia von Winkelhausen, heiratete Philipp Christof Freiherrn von Loe zu Wissen
                    4. Johanna Maria Catharina Gräfin von Winkelhausen, 1714–1734 Äbtissin zu Neuenheerse (Stift Heerse), Stiftsdame zu Freckenhorst, Frau zu Dalhausen, Ichterloh bei Herbern (Westfalen), Gustorf und Glesch, vice-comtesse zu Uerdingen

                  5. Anna Elisabeth von Winkelhausen, heiratete Johann Wilhelm von Nesselrode zu Hugenpoet, Geheimrat

                2. Hermann von Winkelhausen, um 1570 Domherr in Paderborn, seit 1590 Domkellner (Cellarius), † 1601, Epitaph im Nordflügel des Kreuzgangs des Doms
                3. Ludger (Ludwig) von Winkelhausen, Herr zu Kalkum, Amtmann zu Mettmann, † vor 1626, heiratete um 1595 in erster Ehe Margaretha von Hüls, erhielt 1599 für den Fall des vorzeitigen Todes seiner Frau die Leibzucht an Haus Rath zugestanden, heiratete in zweiter Ehe 1611 Barbara von der Lippe gt. Hoen zu Bleyenberg, die 1626 in zweiter Ehe Erbkämmerer Albrecht von Hüchtenbruch heiratete
                  1. Johann von Winkelhausen (* 1614, † 28. Januar 1619 im Alter von 4 Jahren und 9 Monaten)[9]

                4. Johann von Winkelhausen, Herr zu Mirlo, Domscholaster zu Paderborn, Propst zu Busdorf, † 3. Dezember 1633, begraben bei den Kreuzbrüdern in Düsseldorf
                  1. Herrmann (unehelich), lebte noch 1627

                5. Christoph von Winkelhausen, Herr zu Morp, heiratete Maria von Loe
                  1. Johann Melchior, als Kind verstorben, 1621†

                6. Guda von Winkelhausen, Äbtissin zu St. Maria im Kapitol in Köln und Gerresheim, † 1638 im Alter von 47 Jahren
                7. Elisabeth von Winkelhausen, Nonne im Kloster Blatzheim

              3. Anna von Winkelhausen, † nach 1554, heiratete 1540 Sybert von Troisdorf, Amtmann von Angermund, Sohn des Hofmeisters Gerhard von Troisdrop und der Margaretha von Hammerstein, † um 1568

            3. Agnes von Winkelhausen, heiratete Stephan Quadt von Wickrath, erscheint 1486–1518
            4. Ludwig von Winkelhausen, Bastard zur Hohe
            5. Elisabeth von Winkelhausen[10] († 1546), heiratete am 7. Mai 1499[11] den Johann von und zu Haus (urkundlich 1480–1521), Sohn des gleichnamigen Vaters und der Bela Quadt[12][13]

          3. Catharina von Winkelhausen, erscheint 1496, 1522 dann als Witwe des Johann von Ottenstein

        2. Margaretha von Winkelhausen, heiratete Johann von Hetzingen

  2. Hermann von Winkelhausen, erscheint 1361–1376
    1. Adolf von Winkelhausen, 1394, heiratete eine Druda
      1. Adolf von Winkelhausen
      2. Cunegunde von Winkelhausen

    2. Hermann von Winkelhausen, Ritter, Amtmann zu Angermund, erscheint 1394 und 1403
      1. Conrad von Winkelhausen
        1. Ludger von Winkelhausen, erscheint 1435
          1. Johan von Winkelhausen
          2. Eduard von Winkelhausen